# Fontenay-le-Marmion
Pour les articles homonymes, voir Fontenay et Marmion.
Fontenay-le-Marmion est une commune française, située dans le département du Calvados en région Normandie, peuplée de 2 040 habitants.

## Géographie
| May-sur-Orne                 | Saint-Martin-de-Fontenay | Rocquancourt                            |
| May-sur-Orne, Laize-la-Ville | Fontenay-le-Marmion      | Rocquancourt, Saint-Aignan-de-Cramesnil |
| Fresney-le-Puceux            | Fresney-le-Puceux        | Fresney-le-Puceux                       |

### Hydrographie
La commune est située dans le bassin Seine-Normandie. Elle n'est drainée par aucun cours d'eau,.

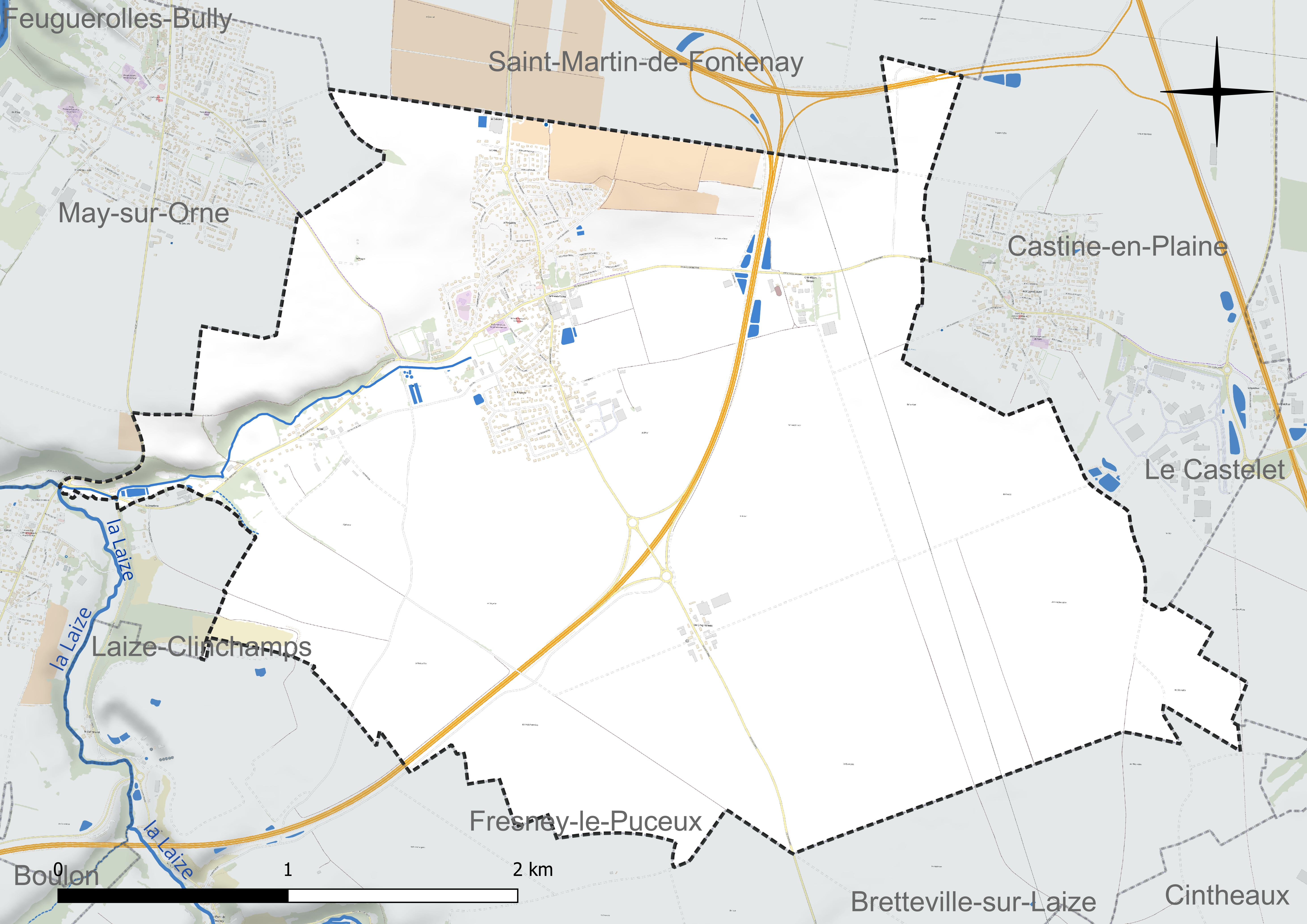
Réseau hydrographique de Fontenay-le-Marmion.

### Climat
Pour des articles plus généraux, voir Climat de la Normandie et Climat du Calvados.
En 2010, le climat de la commune est de type climat océanique altéré, selon une étude du CNRS s'appuyant sur une série de données couvrant la période 1971-2000. En 2020, Météo-France publie une typologie des climats de la France métropolitaine dans laquelle la commune est exposée à un climat océanique et est dans la région climatique  Normandie (Cotentin, Orne), caractérisée par une pluviométrie relativement élevée (850 mm/a) et un été frais (15,5 °C) et venté. Parallèlement le GIEC normand, un groupe régional d'experts sur le climat, différencie quant à lui, dans une étude de 2020, trois grands types de climats pour la région Normandie, nuancés à une échelle plus fine par les facteurs géographiques locaux. La commune est, selon ce zonage, exposée à un « climat des plateaux abrités », correspondant à la plaine agricole de Caen à Falaise, sous le vent des collines de Normandie et proche de la mer, se caractérisant par une pluviométrie et des contraintes thermiques modérées.
Pour la période 1971-2000, la température annuelle moyenne est de 10,6 °C, avec  une amplitude thermique annuelle de 12,2 °C. Le cumul annuel moyen de précipitations est de 712 mm, avec 11,8 jours de précipitations en janvier et 7,3 jours en juillet. Pour la période 1991-2020, la température moyenne annuelle observée sur la station météorologique la plus proche, située sur la commune de Fresney-le-Vieux à 10 km à vol d'oiseau, est de 10,8 °C et le cumul annuel moyen de précipitations est de 826,3 mm,. Pour l'avenir, les paramètres climatiques de la commune estimés pour 2050 selon différents scénarios d'émission de gaz à effet de serre sont consultables sur un site dédié publié par Météo-France en novembre 2022.

## Urbanisme

### Typologie
Au 1er janvier 2024, Fontenay-le-Marmion est catégorisée ceinture urbaine, selon la nouvelle grille communale de densité à 7 niveaux définie par l'Insee en 2022.
Elle est située hors unité urbaine. Par ailleurs la commune fait partie de l'aire d'attraction de Caen, dont elle est une commune de la couronne,. Cette aire, qui regroupe 296 communes, est catégorisée dans les aires de 200 000 à moins de 700 000 habitants,.

### Occupation des sols
L'occupation des sols de la commune, telle qu'elle ressort de la base de données européenne d'occupation biophysique des sols Corine Land Cover (CLC), est marquée par l'importance des territoires agricoles (88,2 % en 2018), en diminution par rapport à 1990 (90,9 %). La répartition détaillée en 2018 est la suivante : terres arables (87,7 %), zones urbanisées (11,8 %), prairies (0,5 %). L'évolution de l'occupation des sols de la commune et de ses infrastructures peut être observée sur les différentes représentations cartographiques du territoire : la carte de Cassini (XVIIIe siècle), la carte d'état-major (1820-1866) et les cartes ou photos aériennes de l'IGN pour la période actuelle (1950 à aujourd'hui).

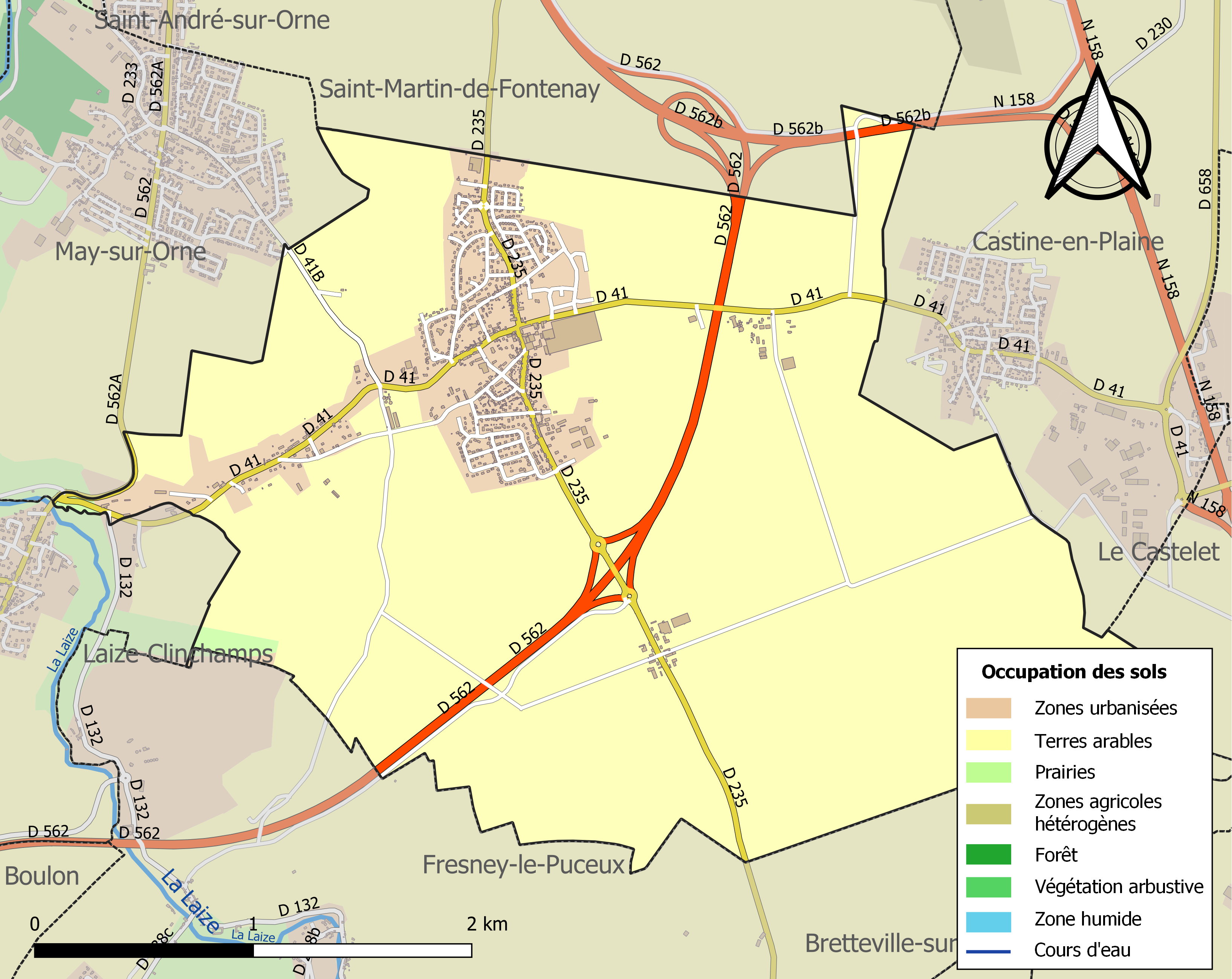
Carte des infrastructures et de l'occupation des sols de la commune en 2018 (CLC).

## Toponymie
Le nom de la localité est attesté sous les formes Fontanetum, Fontanedum en 843 et en 846.
Le toponyme Fontenay est issu du latin fontana, « source », suffixé de -etum désignant un « ensemble de fontaines ».
Le complément -le-Marmion fait allusion à la seigneurie qui appartenait à une famille puissante, les Marmion dont les possessions s'étendaient outre-Manche.
Le gentilé est Fontenaysien.

## Histoire
Au XIIe siècle, Robert IV Bertran est en possession de la seigneurie de Fontenay-le-Marmion.
En décembre 1331, Robert VIII Bertrand de Bricquebec, bailli de Cotentin, obtient du roi de France, Philippe VI de Valois une foire annuelle dite de la Saint-Maur à Magneville et Fontenay-le-Marmion. Le 24 février 1343, Robert la donne à son frère Jean, seigneur de Magneville.
Dès 1829, à l'initiative d'Arcisse de Caumont, des fouilles archéologiques furent entreprises à l'emplacement du tumulus de la Hogue avec ses chambres sépulcrales datant de la période néolithique. Elles ont permis d'authentifier la présence d'une population organisée en groupe social vers 3600 ans avant notre ère. Un autre tumulus, celui de la Hoguette, est visible à environ 600 mètres.
Le nom de Fontenay apparaît au XIe siècle. La paroisse de Fontenay fut divisée une première fois pour former les paroisses et seigneuries de Fontenay-le-Marmion et Fontenay-le-Tesson. Cette dernière fut divisée à nouveau entre le XIe et le XIVe siècle pour former Saint-Martin-de-Fontenay et Saint-André-de-Fontenay (actuellement Saint-André-sur-Orne). La seigneurie de Fontenay-le-Marmion appartient alors à une famille puissante, les Marmion dont les possessions s'étendent outre-Manche.

## Politique et administration
| Période                                  | Période              | Identité        | Étiquette | Qualité                                     |
| ---------------------------------------- | -------------------- | --------------- | --------- | ------------------------------------------- |
| Les données manquantes sont à compléter. |                      |                 |           |                                             |
| ca. 1960                                 | 1974                 | Roger Huet      |           |                                             |
| ?                                        | 1978 (démission)     | Henri Rohrbach  |           |                                             |
| février 1978                             | octobre 2007 (décès) | Michel Bourse   |           |                                             |
| décembre 2007                            | mars 2008            | Michel Barrière |           | Ancien premier adjoint                      |
| mars 2008                                | mai 2020             | Maryan Senk     | SE        | Contrôleur principal des finances publiques |
| mai 2020                                 | En cours             | David Guesnon   | SE        | Contrôleur des finances publiques           |

## Démographie
L'évolution du nombre d'habitants est connue à travers les recensements de la population effectués dans la commune depuis 1793. Pour les communes de moins de 10 000 habitants, une enquête de recensement portant sur toute la population est réalisée tous les cinq ans, les populations de référence des années intermédiaires étant quant à elles estimées par interpolation ou extrapolation. Pour la commune, le premier recensement exhaustif entrant dans le cadre du nouveau dispositif a été réalisé en 2005.
En 2022, la commune comptait 2 040 habitants, en évolution de +6,53 % par rapport à 2016 (Calvados : +1,58 %, France hors Mayotte : +2,11 %).
| 1793 | 1800 | 1806 | 1821 | 1831 | 1836 | 1841 | 1846 | 1851 |
| ---- | ---- | ---- | ---- | ---- | ---- | ---- | ---- | ---- |
| 658  | 704  | 755  | 721  | 691  | 730  | 730  | 732  | 687  |

| 1856 | 1861 | 1866 | 1872 | 1876 | 1881 | 1886 | 1891 | 1896 |
| ---- | ---- | ---- | ---- | ---- | ---- | ---- | ---- | ---- |
| 669  | 681  | 670  | 671  | 648  | 612  | 594  | 549  | 517  |

| 1901 | 1906 | 1911 | 1921 | 1926 | 1931 | 1936 | 1946 | 1954 |
| ---- | ---- | ---- | ---- | ---- | ---- | ---- | ---- | ---- |
| 542  | 576  | 627  | 578  | 583  | 528  | 565  | 375  | 401  |

| 1962  | 1968  | 1975  | 1982  | 1990  | 1999  | 2005  | 2006  | 2010  |
| ----- | ----- | ----- | ----- | ----- | ----- | ----- | ----- | ----- |
| 1 064 | 1 045 | 1 262 | 1 408 | 1 375 | 1 470 | 1 607 | 1 605 | 1 551 |

| 2015  | 2020  | 2022  | - | - | - | - | - | - |
| ----- | ----- | ----- | - | - | - | - | - | - |
| 1 887 | 1 946 | 2 040 | - | - | - | - | - | - |

## Économie
La Crête de Fontenay, entreprise familiale fondée en 1961, située au nord de la commune, spécialisée dans la production de pommes, poires, fraises, framboises et groseilles.

## Culture locale et patrimoine

### Lieux et monuments
- Église Saint-Hermès des XIIe et XIIIe siècles, dont le clocher et le chœur sont classés au titre des monuments historiques par arrêté du 14 octobre 1911[29].
- Maison à la lisière située à l'ouest du bourg datant du XVIe siècle, l'actuelle mairie, dont la cheminée et la porte en pierre sculptée dans la salle principale du rez-de-chaussée est inscrite au titre des monuments historiques par arrêté du 6 mars 1948[30]. Dans l'enceinte de cette ferme se trouvait autrefois l'emplacement de la forteresse du sire de Fontenay[31].

Le château a été détruit par Geoffroy Plantagenêt (1113-1151), comte d'Anjou, lors du siège de Falaise. La ferme est installée dans l'ancienne basse-cour de la forteresse, située au bord de la Laize, dans le village, et dont il ne subsiste que quelques pans de murs sur une motte quadrangulaire.
- Tumulus de la Hogue classé au titre des monuments historiques par arrêté du 8 décembre 1905[33].
- Tumulus de la Hoguette classé au titre des monuments historiques par arrêté du 26 décembre 1975[34].
- Le Chemin Haussé, voie romaine appelée également « Chemin du Duc Guillaume », qui est inscrit à l'Inventaire général du patrimoine culturel[35].

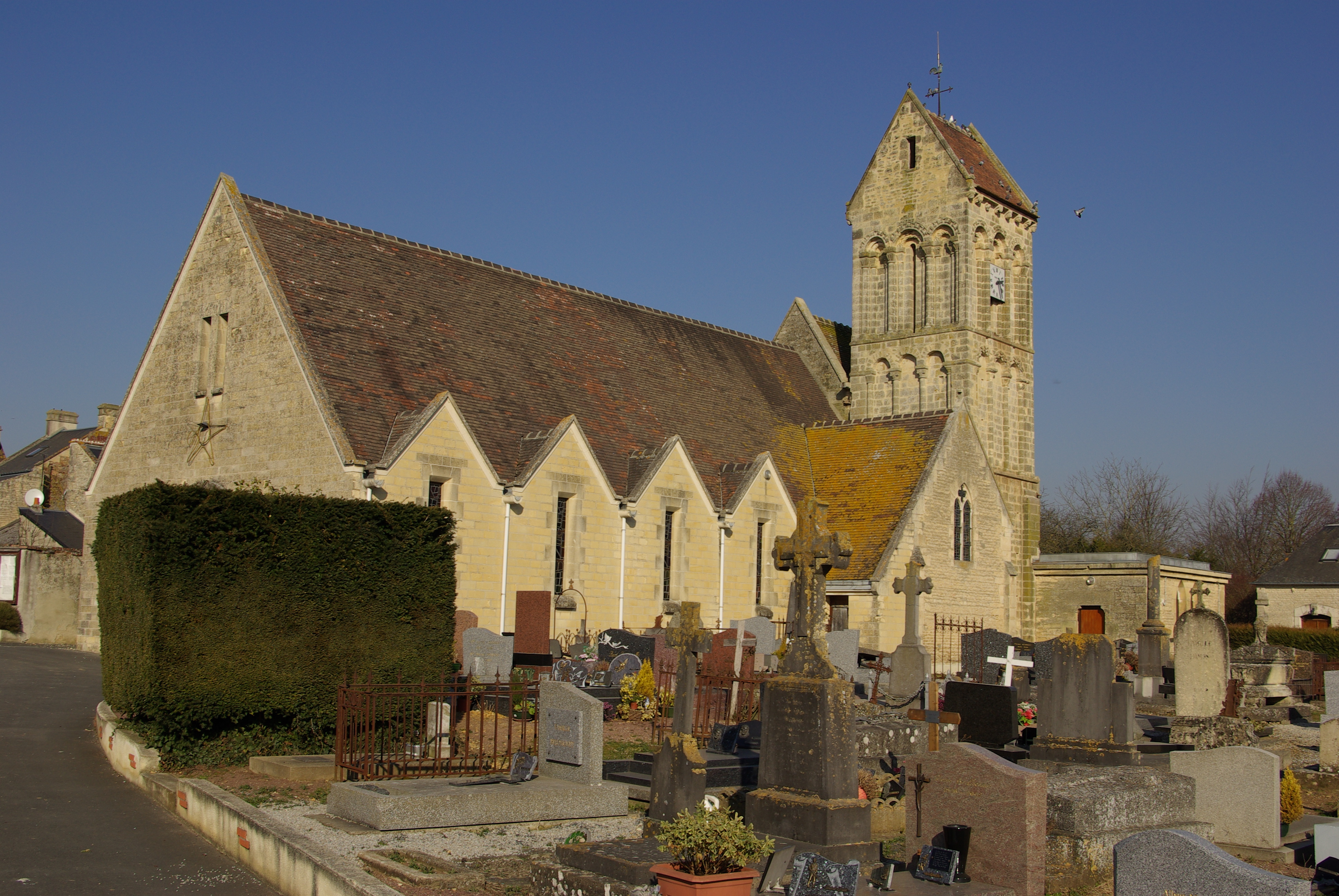
L'église Saint-Hermès.
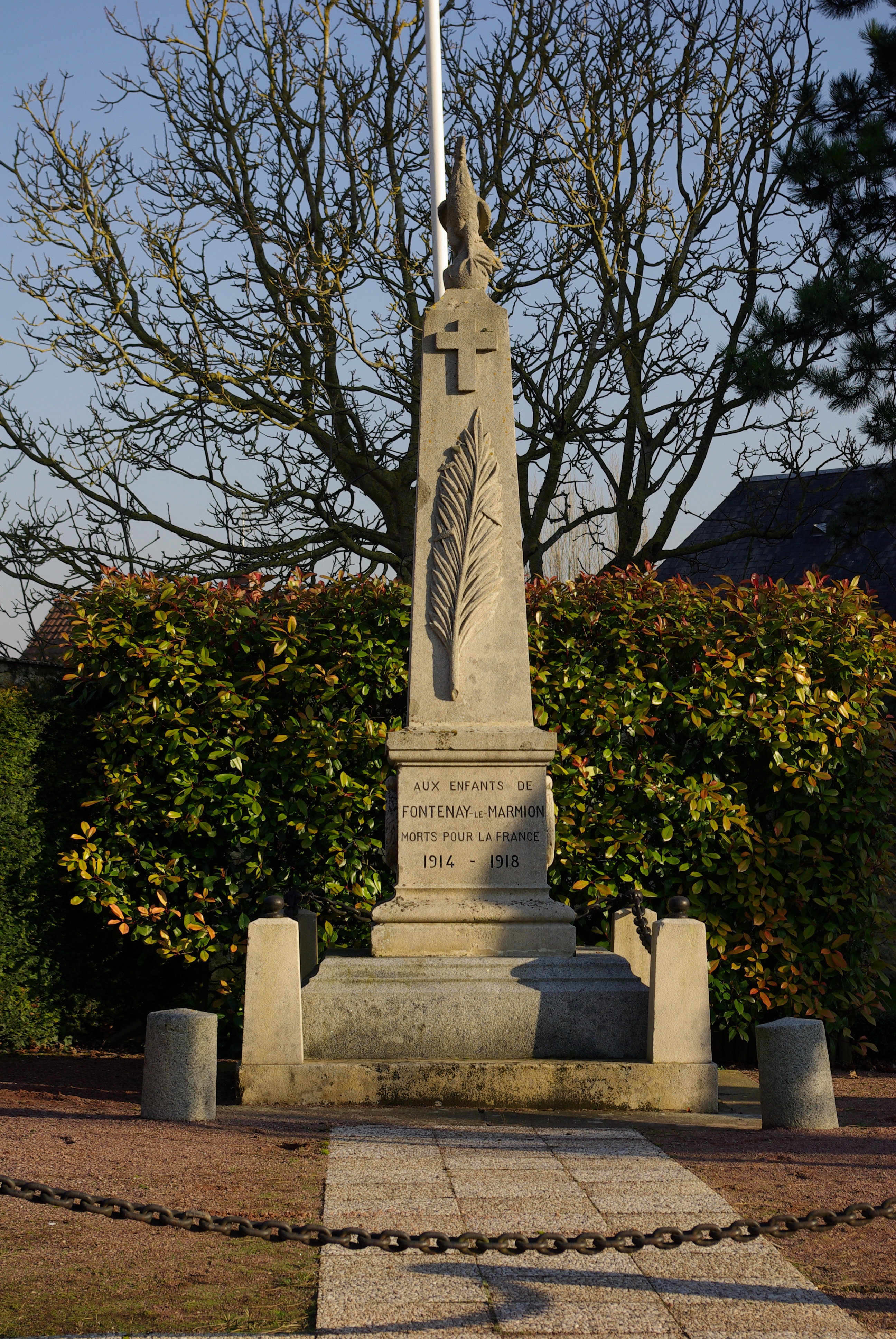
Le monument aux morts.
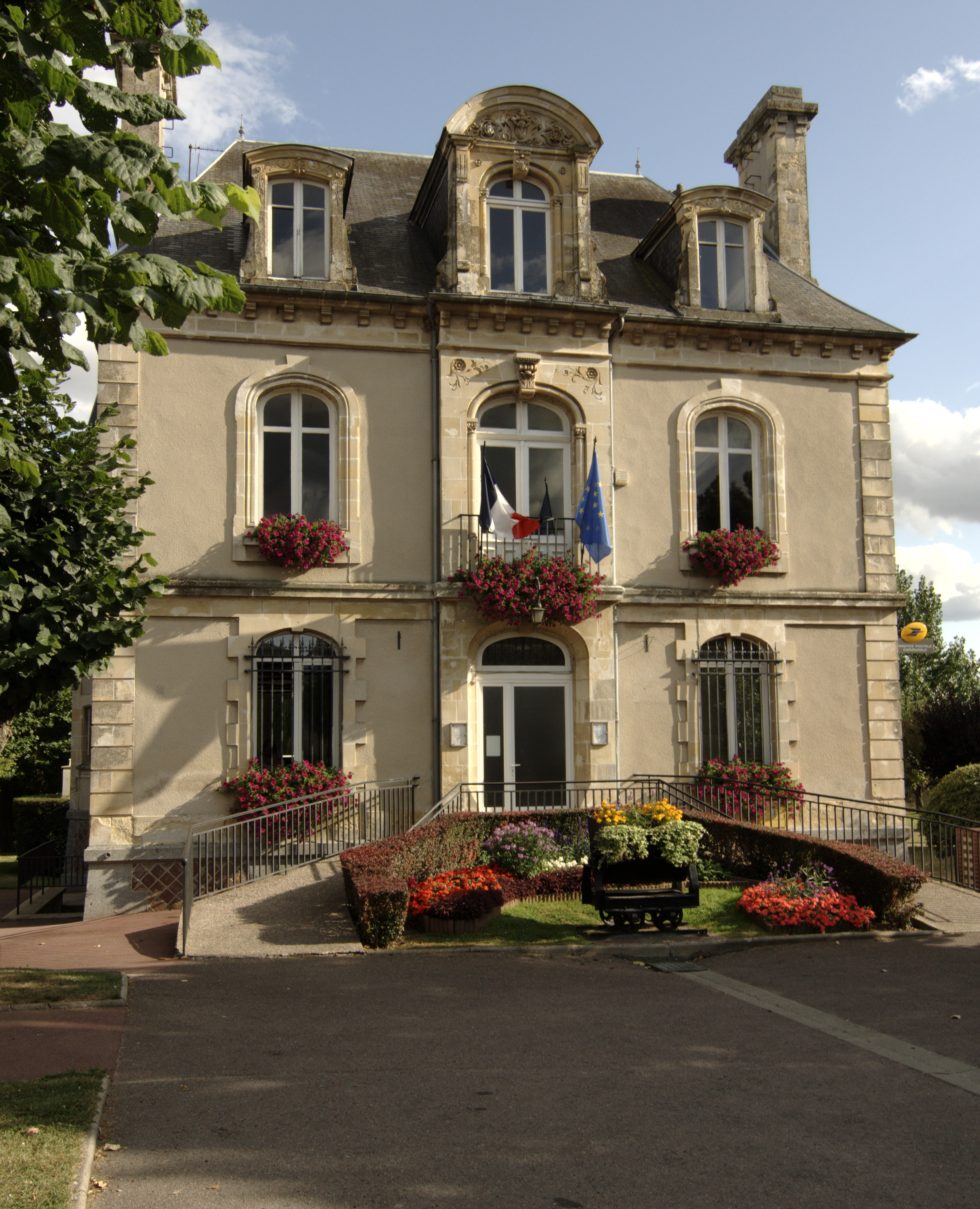
La mairie.
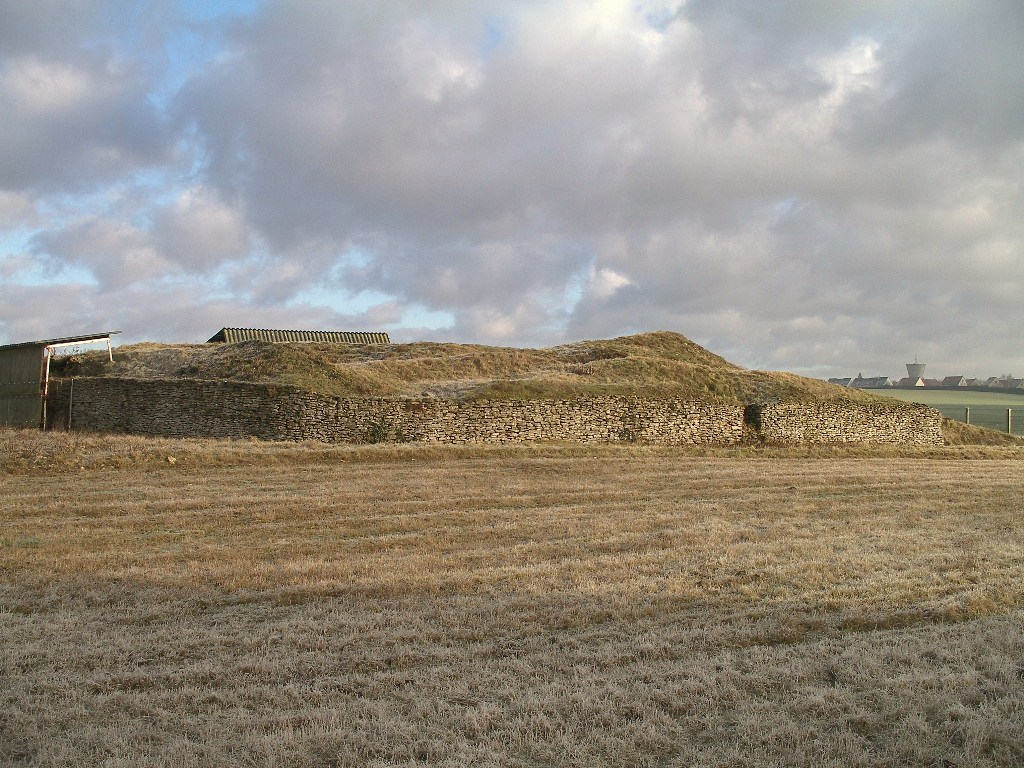
Le tumulus de la Hogue.

### Activité et manifestations

#### Sports
L'Association sportive de Fontenay-le-Marmion qui avait deux équipes de football en divisions de district, ne présente plus que des équipes d'U13.

### Personnalités liées à la commune
- Émile Legrand (1841-1903), helléniste français, spécialiste de grec médiéval et de grec moderne, professeur à l'École des langues orientales à Paris, est né à Fontenay-le-Marmion, fils d'un menuisier et d'une dentellière. Pendant son enfance, il est marqué par l'écoute des chansons de sa mère, Catherine Legrand, pendant qu'elle travaillait à des travaux de broderie avec ses voisines ; il en fera une collecte en 1876 et les publiera en 1881 : « Chansons populaires recueillies en octobre 1876 à Fontenay-le-Marmon, arrondissement de Caen (Calvados) » dans la revue Romania, n°  10, 1881, p. 365-396 lire en ligne[37].

### Héraldique
| Blason de Fontenay-le-Marmion | Blason  | Fuselé de gueules et d'or.                       |
| Blason de Fontenay-le-Marmion | Détails | Le statut officiel du blason reste à déterminer. |